# LUX 046
LUX 046 fue un evento de artes marciales mixtas producido por LUX Fight League, que se llevó a cabo el 11 de octubre de 2024 en el Expo Tampico	de Tampico, Tamaulipas, México.

## Antecedentes
El evento marcó la primera visita de la promoción a Tampico desde que la ciudad albergase el evento inaugural en julio de 2017.
Una pelea entre Andrea Vázquez y Jazmín Navarrete por el vacante Campeonato de Peso Paja Femenino de LUX fue anunciada como la estelar del evento.
La pelea coestelar contó con un combate de peso gallo entre Jesús Siller e Iván Hernández Flores.

## Resultados
1. ↑  Por el Campeonato de Peso Paja Femenino de LUX